# Солдатка
Солда́тка (рос. Солдатка) — селище у складі Нижньосергинського району Свердловської області. Входить до складу Дружининського міського поселення.
Населення — 67 осіб (2010, 68 у 2002).
Національний склад станом на 2002 рік: росіяни — 75 %.